# Stuorrakeädgikielas
Stuorrakeädgikielas är en ås i Finland. Den ligger i Utsjoki kommun i landskapet Lappland, i den norra delen av landet, 1 100 km norr om huvudstaden Helsingfors. Stuorrakeädgikielas ingår i Paistunturit.